# مضيف قصب

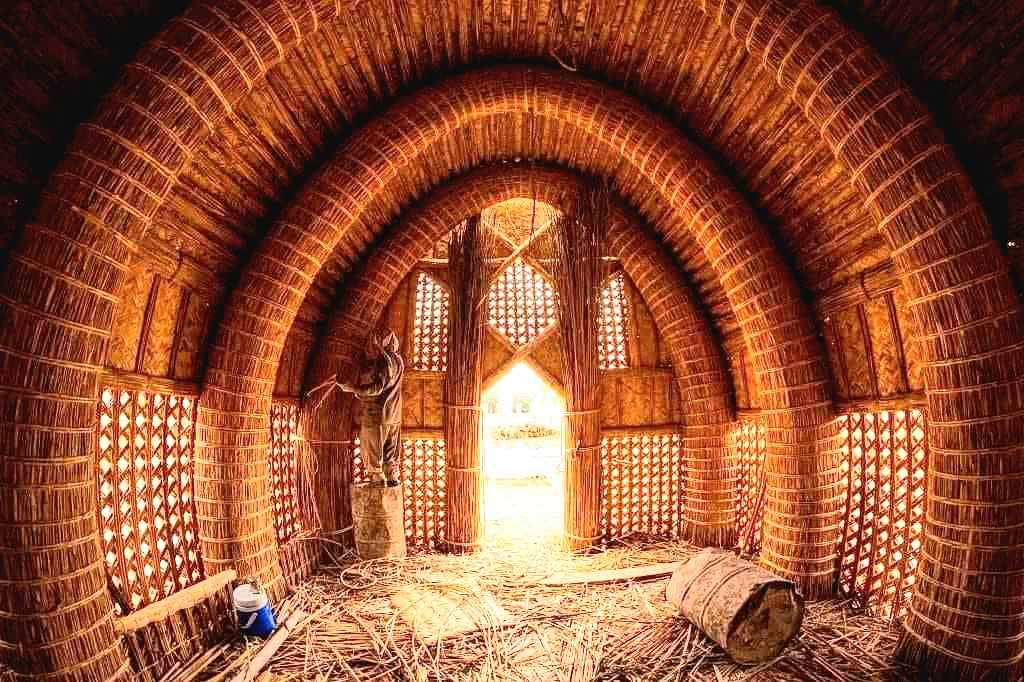
مضيف قصب سومري جنوبي مُنشأ في مناطق الأهوار الجنوبية والجنوبية الشرقية في العراق

مَضِيف القصب أو الهبع (بالإنجليزية Reed Mudhif): وهو منزل تقليدي مُعَدٌّ للضيافة، مبنيٌ من نبات القصب يصنعه عرب الأهوار وهم السكان الأصليون في أهوار جنوب العراق. وفقاً لطريقة حياة السكان التقليدية، تبنى المنازل من القصب المحصود من الأهوار التي يعيشون فيها. يمتاز المضيف بمكانة اجتماعية مرموقة في حياة السكان وهو رمز من رموز العشائر القاطنة في الأهوار ويكون مقراً للشيخ المحلي الذي يدير شؤون عشيرته فيه، ويستضيف به مطلق الضيوف عموماً وأفراد عشيرته خصوصاً في كافة المناسبات والفعاليات الاجتماعية.
يصنف المضيف على أنه وحدة بناء معمارية صديقة للبيئة أصولها مستمدة من الحضارة السومرية تشيد من القصب؛ أما على اليابسة مباشرة أو على جزيرة اصطناعية ثابتة مكونة من طبقات الطين والقصب تعرف محلياً چِباشة أو چبيشة جمعها چِبايش، وأحياناً على جزيرة عائمة من القصب والطين اسمها تِهلة بالمفرد وجمعها تِهل.

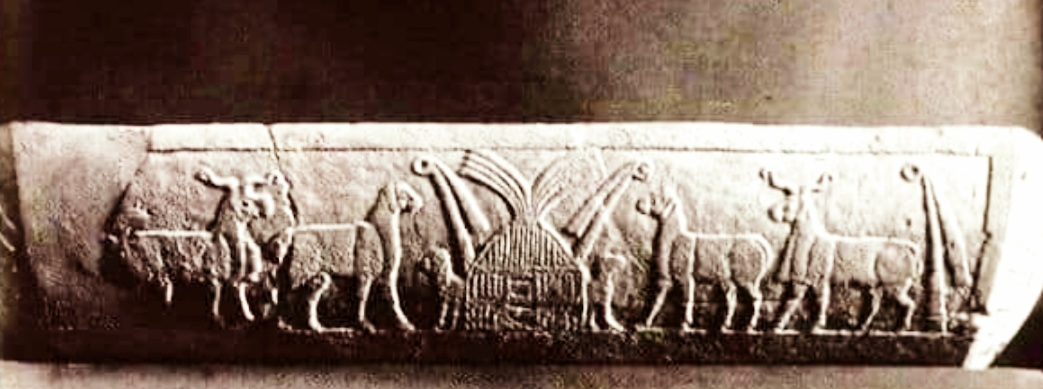
واجهة مضيف سومري وخراف عند المدخل، منحوتة على الجبس وجدت في اوروك يعود تأريخها للفترة 3200 قبل الميلاد.

## الشواهد التأريخية
وجد رسم للمضيف بشكله المعروف حالياً في منحوتة جبسية في أوروك تعود لعام 3200 قبل الميلاد ويظهر فيها نقش لواجهة مضيف قصبي لا يعدو شكله الهيئة الحالية له من جهة التركيب والمواد والوظيفة، وتعد هذه المنحوتة حالياً من مقتنيات المتحف البريطاني. وقد وردت الإشارة إلى المضيف بعبارة «بيت القصب» في ملحمة گلگامش. وذكر الرحالة الإنجليزي ولفريد ثيسيجر مضيف القصب بالقول:" يمثل المضيف في منطقة نهري دجلة والفرات معاً إنجازاً معمارياً رائعا ًمع أبسط ما يمكن من المواد. إن أسلوب البناء يعطي انطباعاً جيداً للزخرفة في القصب، وتأثيراً في نفوس الناظرين. وهذا الاسلوب في البناء مهم ايضاً من الناحية التاريخية. وهذه البيوت تشبه في بنائها البيوت المبنية منذ عهد بعيد، تعطي للمرء فكرة بان الناس يقلدون في بنائهم تلك الابنية المشيدة من اللِبن على شكل أقواس. إن الأبنية التي تشبه في شكلها هذه المضايف هي جزء من المنظر الذي نلاحظه في القسم الجنوبي من العراق طوال خمسة آلاف سنة أو أكثر."

## الوصف والانتشار والوظيفة
ينتشر المضيف، الذي يشبه بالشكل سفينة مقلوبة، في مناطق أهوار العراق جنوباً وإلى الجنوب الشرقي، وانتشر بشكل طفيف أيضاً في المناطق العشائرية المتواجدة في حوض الفرات الأوسط، ولا زال عرب الأهوار يستخدمونه بفاعلية لغاية الآن، ويشكل المضيف بالأساس مقرّاً لضيافة الضيوف وإقامة مختلف الأنشطة الانثروبولوجية لسكان الأهوار الأصليين، مثل التجمع لإقامة ولائم المواليد الجدد وختان الأطفال الذكور، ومجالس العزاء والمجالس الحسينية الدينية في شهري محرم وصفر بالتقويم الهجري، وحل الخصومات والنزاعات العشائرية

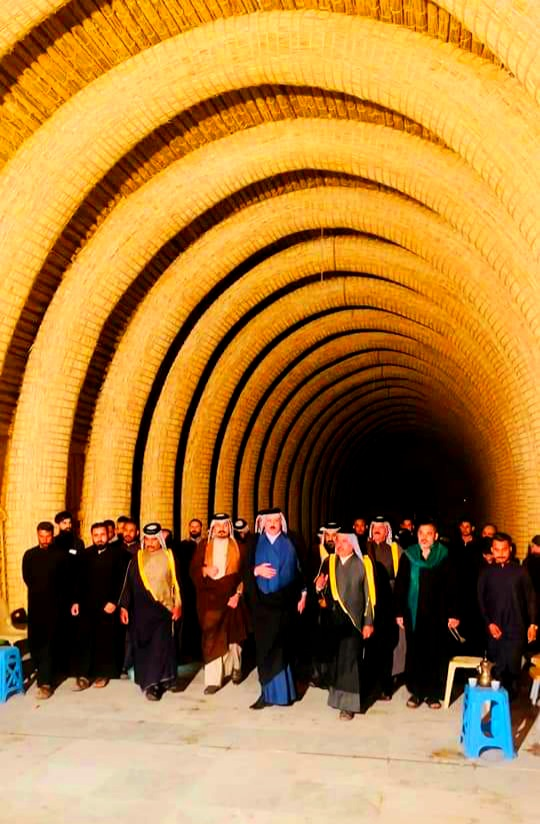
مضيف قصب للشيخ هاتف المشعل الساعدي في القرنة، البصرة، العراق والذي يتألف من 25 قوساً وبطول 55 متراً

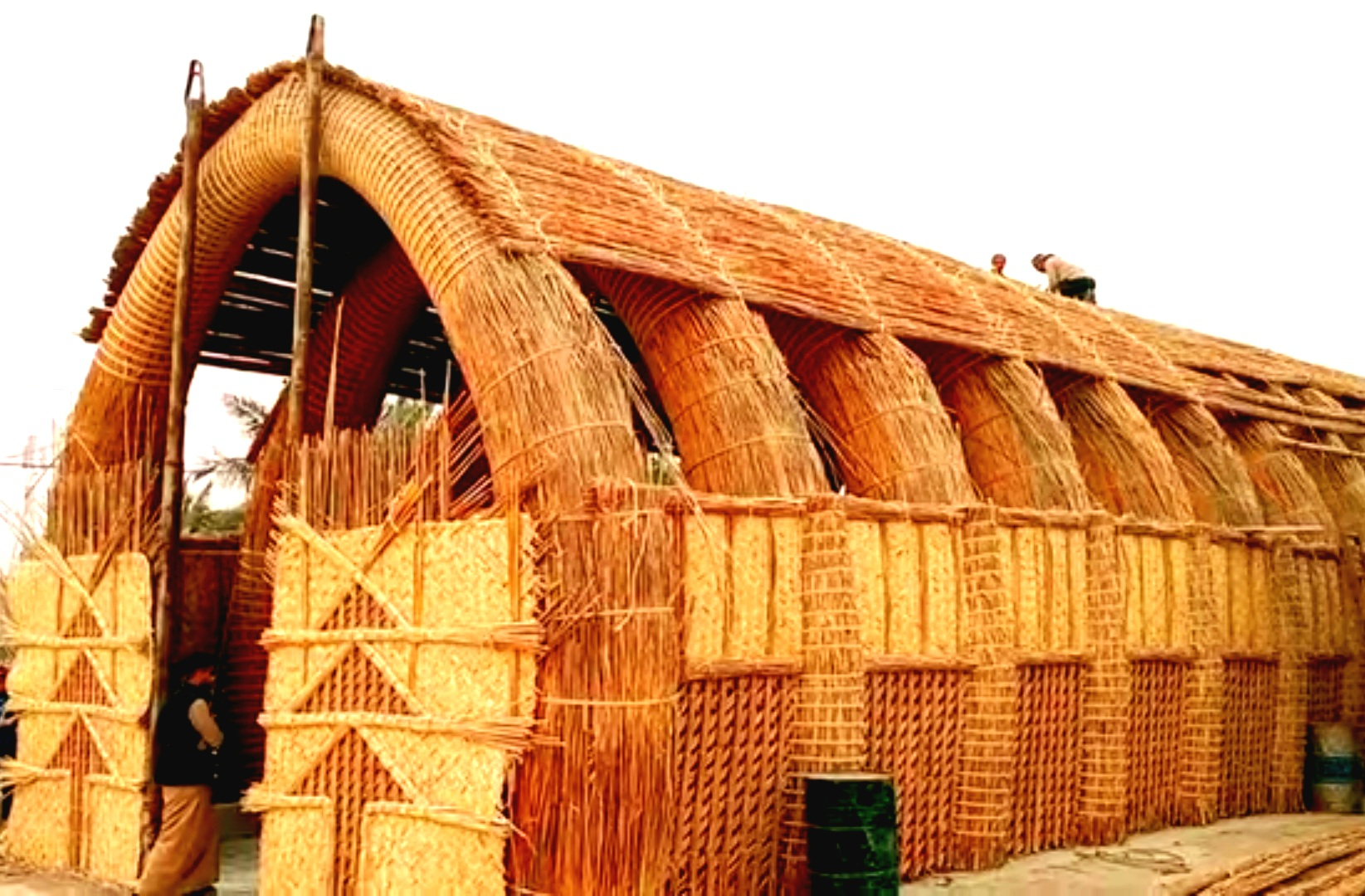
تركيب حزم القصب المستقيمة (الهطر) اعلى سقف مضيف جنوبي سومري، الاهوار، العراق

## عملية التشييد

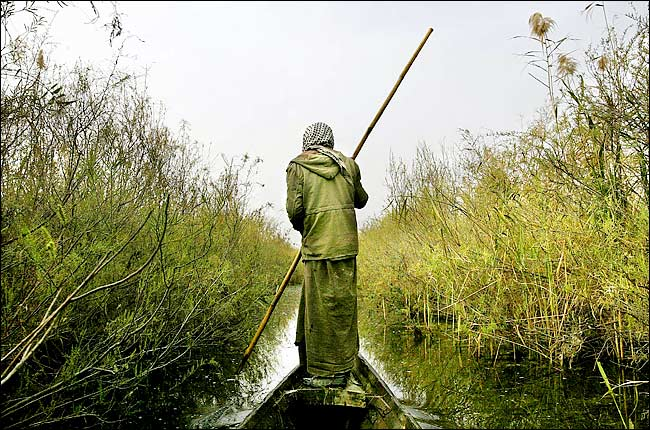
عرب الأهوار

يُشيَّد المضيف بالأساس من سيقان نبات القصب الجاف منزوع الأوراق والذي يرصُّ، بحبال مفتولة أما من القصب أو سيقان نبات القِنَّب، على شكل أعمدة متقابلة مثبتة بزاوية مائلة إلى خارج بنية المضيف، وتكون هذه الأعمدة ذات أساس قطري واسع ونهايات مستدقة لتكوِّن أقواساً على شكل قطوع مكافئة تعرف بالحنايا مفردها حِنِية أو الشبَّات مفردها شّبَّة والتي لا بد أن تكون ذات أعداد مفردة حسب الأصل السومري. وبشكل متقاطع معها، تربط الحنايا أو الشَبَّات من الأعلى برزم مستقيمة من القصب تسمى الهُطر مفردها هطار وهي بقياس طول المضيف الكلي وبعدها يسقف المضيف بحصائر القصب المَجْدول أو ما تعرف بالبواري مفردها بارية. ويختم نهاية المضيف بجدار قصبي يعرف بالكوسر وهو مسند إلى اسطوانات القصب المخروطية الحرة، وفي بدايته بمشبكات مسندة أيضاً إلى اسطوانات مخروطية، وتسمح المشبكات القصبية بمرور الضوء والرياح مع مدخل في العادة لا يحوي باباً لتتكون الواجهة الرئيسية للمضيف الذي يجب أن يكون مفتوحاً على الدوام لاستقبال الجميع، وأما الجدران الجانبية للمضيف فتكون مشبكة بالأصل من شرائح القصب المتصالبة بزاوية 45 درجة لتسمح بالتهوية صيفاً وترصف شتاءً بالبواري للحفاظ على دفء المكان. وبعد الانتهاء من أعمال المضيف يعمد إلى بناء موقد مربع أو مستطيل على أرضية المضيف ويعرف أيضا باسم وجاغ، وهو من الملازمات التي لا ينفك وجودها عن وجود المضيف، ويحدد مكانه في الثلث الأول من جهة مدخل المضيف، ويكون مهيأً لاحتواء آنية ومعدات تحضير القهوة العربية.  

## الفزعة
يعمد سكان الأهوار إلى استخدام النفوذ العشائري بحسب التراتبية الاجتماعية ما بين الشيخ وأبناء عشيرته لبناء مضيف جديد أو تجديده، أو بالتعاون فيما بين افراد العشيرة الواحدة أو العشائر المجاورة وذلك بعمل «فزعة» تأخذ منحى فلكلورياً، حيث يفد المتبرعون والمتطوعون للعمل إلى أرض الشخص المستفيد من بناء المضيف ويهزجون بأهازيج حماسية تنتهي بوقع الارجل الشديد على الأرض وإلى رفع الرايات الخاصة بالعشيرة أو العشائر المجاورة مع إطلاق الأعيرة النارية لرفع مستوى الحماسة لدى المتبرعين والمتطوعين في بناء المضيف، بل وبعضهم يهدي للشخص الباني الخراف وما شاكل لتذبح وتقدم طعاماً للمتطوعين. يقول الرحالة الإنجليزي ويلفريد ثيسيجر:"لبناء مضيف كبير يتطلب استخدام 100 شخص لمدة 20 يوماً ويتقاضى خلفة البناء فقط أجوراً عن عمله، أما العمال فإنهم يتوقعون وجبة سخية من الطعام عند الظهيرة، لذلك يذبح الضيِّف يومياً ذبيحة حتى يؤمن لهم اللحم".